# Oxysarcodexia plebeja
Oxysarcodexia plebeja är en tvåvingeart som beskrevs av Guilherme A.M.Lopes 1946. Oxysarcodexia plebeja ingår i släktet Oxysarcodexia och familjen köttflugor. Inga underarter finns listade i Catalogue of Life.